# Закувала зозуленька…
«Закувала зозуленька…» — вірш Тараса Шевченка, написаний ним на засланні 1848 року, на Косаралі.

## Написання
Збереглося два чистові автографи: у «Малій книжці»; у «Більшій книжці». Автографи не датовано. Вірш датується дослідного за місцем автографа у «Малій книжці» серед творів 1848 року та часом зимівлі Аральської описової експедиції в 1848—1849 роках на Косаралі, орієнтовно: кінець вересня — грудень 1848-го, та місцем написання — Косарал.
Автограф, з якого вірш переписано до «Малої книжки», не відомий. До «Малої книжки» Шевченко заніс твір під № 34 у сьомому зшитку за 1848 рік орієнтовно наприкінці 1849 — на початку 1850 року (до арешту 23 квітня). Під час переписування він виправив описку в рядку 15. Пізніше, очевидно в Новопетровському укріпленні, повернувшись до тексту, чорнилом зробив виправлення в рядку 5, поставив наголос у слові "квіточки " в рядку 7, виправив описку в рядку 9. У 1858 році, не раніше 18 березня і не пізніше 22 липня, Шевченко переніс з «Малої книжки» до «Більшої книжки» неповний текст (8 рядків) вірша, виправивши описку в рядку 8. Про те, що робота по переписуванню завершена не була, свідчить відсутність під текстом характерного для Шевченка розчерку-кінцівки.
Найімовірніше, з «Малої книжки» вірш було переписано до рукописного списку невідомої особи з окремими виправленнями Шевченка кінця 1850-х років, що належав Л. Жемчужникову і не зберігся. Деякі відміни цього списку подав О. Кониський. Текст вірша "Закувала зозуленька… " за його описом збігається з текстом «Малої книжки».
Першодрук у журналі «Основа» (1862, № 1, стор. 3 — 4) зроблено за «Більшою книжкою» з виправленнями окремих слів за «Малою книжкою» («закувала» замість «заковала», «квіточки» замість «квіточка», «сього» замість «цього»).
Вперше введено до збірки творів у виданні: «Кобзарь Тараса Шевченка / Коштом Д. Е. Кожанчикова» (СПб., 1867, стор. 480) і того ж року — у виданні: «Поезії Тараса Шевченка» (Львів, 1867, том 1, стор. 247), де текст вірша передруковано з «Основи». Текст «Малої книжки» (рядки 9 — 16 у підрядковій примітці) вперше подано у виданні: «Шевченко Т. Г. Кобзар: з додатком споминок про Шевченка писателів Тургенєва і Полонського» (Прага, 1876, стор. 297).
Відомі дослідникам списки вірша походять від публікації в «Основі»: у збірці «Сочинения Т. Г. Шевченка» (1862), у рукописних «Кобзарях» — 1865 року, переписаному Д. Демченком, другої половини XIX століття тощо.

## Складова
Перейняті Шевченком з народної поезії теми дівочої самотності та сирітства набувають у першій половині вірша типового народнопісенного втілення. Твір починається улюбленим фольклорним образом — паралельним зіставленням кування зозулі та плачу дівчини або жінки, що в багатьох народних піснях, як і у Шевченка, є зачином розмови про жіночу недолю (пісні «Закувала зозуленька на стодолі на розі…», «Зозуленька, вище саду летючи…», «Закувала зозуленька на жовтім пісочку…»), друга строфа грунтується на порівнянні плину дівочих літ і води, також характерному для народнопісенної образності (наприклад, «Пливуть мої дні за днями, літа за літами, А я щастя не зазнала, жаль мені за вами…»). З введенням до другої половини вірша мотивів сирітства й соціальної нерівності та перебудовою синтаксису в бік логізації виклад позбувається імперсональності, стає конкретнішим та психологічно вмотивованим.